# Scottish Premier Division 1980-1981
La Scottish Premier Division 1980-1981 è stata l'84ª edizione della massima serie del campionato scozzese di calcio, disputato tra il 9 agosto 1980 e il 2 maggio 1981 e concluso con la vittoria del Celtic, al suo trentaduesimo titolo.
Capocannoniere del torneo è stato Frank McGarvey (Celtic) con 23 reti.

## Stagione

### Formula
Le 10 squadre si affrontano in match di andata-ritorno-andata-ritorno, per un totale di 36 giornate.

## Classifica finale
Fonte:
|       | Pos. | Squadra         | Pt | G  | V  | N  | P  | GF | GS | DR  |
| ----- | ---- | --------------- | -- | -- | -- | -- | -- | -- | -- | --- |
|       | 1.   | Celtic          | 56 | 36 | 26 | 4  | 6  | 84 | 37 | +47 |
|       | 2.   | Aberdeen        | 49 | 36 | 19 | 11 | 6  | 61 | 26 | +35 |
| [ 3 ] | 3.   | Rangers         | 44 | 36 | 16 | 12 | 8  | 60 | 32 | +28 |
|       | 4.   | St. Mirren      | 44 | 36 | 18 | 8  | 10 | 56 | 47 | +9  |
| [ 4 ] | 5.   | Dundee Utd      | 43 | 36 | 17 | 9  | 10 | 66 | 42 | +24 |
|       | 6.   | Partick Thistle | 30 | 36 | 10 | 10 | 16 | 32 | 48 | -16 |
|       | 7.   | Airdrieonians   | 29 | 36 | 10 | 9  | 17 | 36 | 55 | -19 |
|       | 8.   | Morton          | 28 | 36 | 10 | 8  | 18 | 36 | 58 | -22 |
|       | 9.   | Kilmarnock      | 19 | 36 | 5  | 9  | 22 | 23 | 65 | -42 |
|       | 10.  | Hearts          | 18 | 36 | 6  | 6  | 24 | 27 | 71 | -44 |

Legenda:
      Campione di Scozia e qualificata in Coppa dei Campioni 1981-1982.
      Qualificata alla Coppa delle Coppe 1981-1982.
      Qualificata alla Coppa UEFA 1981-1982.
      Retrocesso in Scottish First Division 1981-1982.
Regolamento:
Due punti a vittoria, uno a pareggio, zero a sconfitta.
A parità di punti, le posizioni in classifica venivano determinate sulla base della differenza reti.